# 발흐 대학교

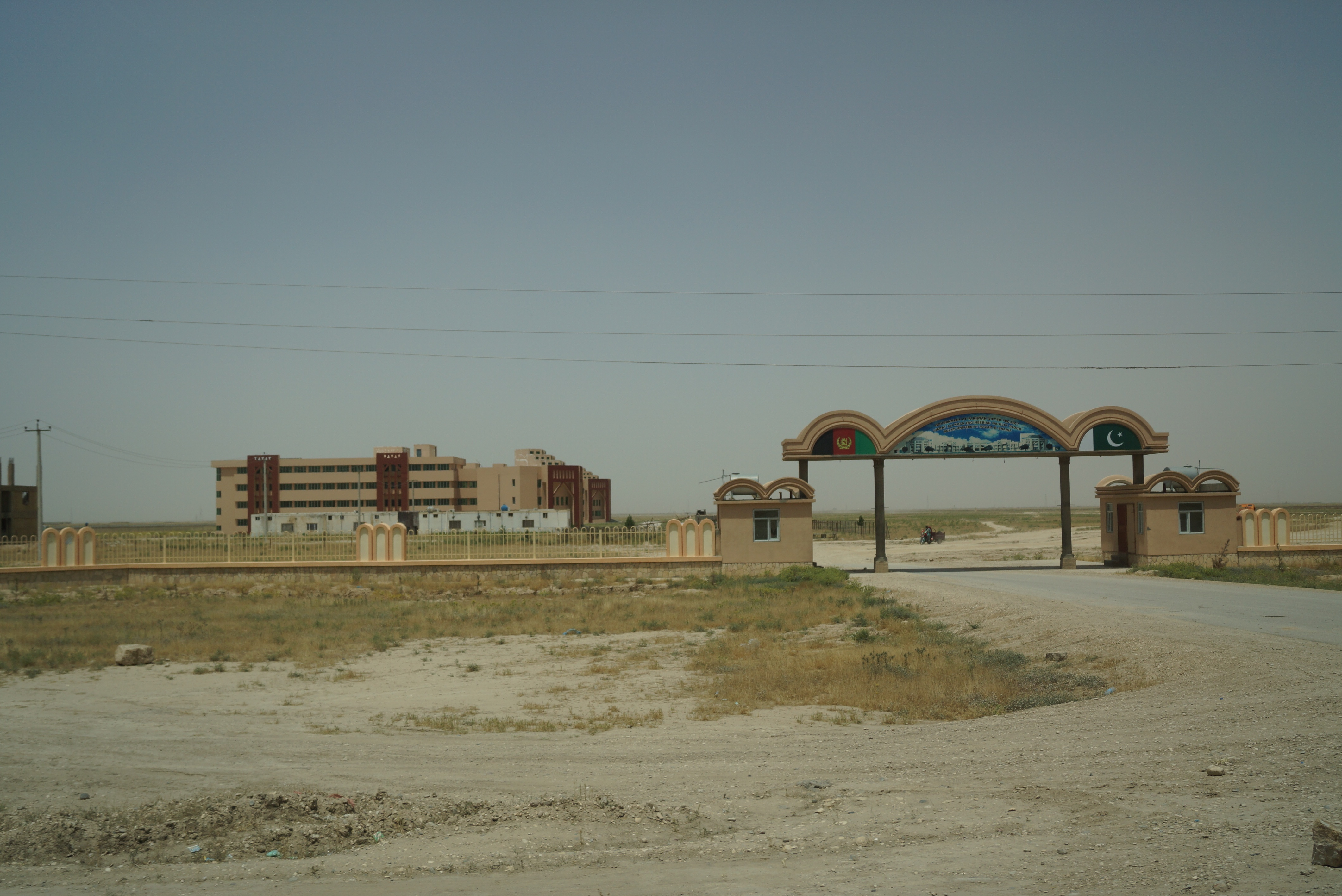
발흐 대학교의 Liaquat Ali Khan Faculty of Engineering

발흐 대학교(Balkh University 페르시아어: دانشگاه بلخ)는 발흐주의 주도인 마자르이샤리프에 위치한 대학교이다. 1986년에 설립되었고, 카불 대학교 다음으로 아프가니스탄에서 세 번째로 큰 대학교이다. 현재 발흐 대학교에 다니는 학생수는 55,000명이다. 의학과, 공학과, 경제학과, 방송학과, 문학과 등이 개설되어 있다.

## 같이 보기
- 아프가니스탄의 대학 목록